# Toyota Challenger 2011
Il Toyota Challenger 2011, noto come Dunlop World Challenge per ragioni di sponsorizzazione, è stato un torneo professionistico di tennis giocato sul sintetico. È stata la 4ª edizione del torneo, che fa parte dell'ATP Challenger Tour nell'ambito dell'ATP Challenger Tour 2011 e dell'ITF Women's Circuit nell'ambito dell'ITF Women's Circuit 2011. Il torneo maschile e quello femminile si sono giocati a Toyota in Giappone dal 21 al 27 novembre 2011.

## Partecipanti ATP

### Teste di serie
| Nazionalità   | Giocatore           | Ranking* | Testa di serie |
| ------------- | ------------------- | -------- | -------------- |
| Giappone      | Gō Soeda            | 116      | 1              |
| Giappone      | Tatsuma Itō         | 120      | 2              |
| Giappone      | Yūichi Sugita       | 193      | 3              |
| Thailandia    | Danai Udomchoke     | 211      | 4              |
| Germania      | Andre Begemann      | 216      | 5              |
| Moldavia      | Roman Borvanov      | 221      | 6              |
| Germania      | Sebastian Rieschick | 262      | 7              |
| Taipei cinese | Jummy Wang          | 287      | 8              |

- 1 Ranking al 14 novembre 2011.

### Altri partecipanti
Giocatori che hanno ricevuto una wild card:
- Takeshi Endo
- Takuto Niki
- Arata Onozawa
- Shota Tagawa

Giocatori passati dalle qualificazioni:
- Gao Wan
- Lee Jea-moon
- Masatoshi Miyazaki
- Wang Chieh-fu

## Partecipanti WTA

### Teste di serie
| Nazionalità   | Giocatrice          | Ranking* | Testa di serie |
| ------------- | ------------------- | -------- | -------------- |
| Giappone      | Kimiko Date Krumm   | 100      | 1              |
| Giappone      | Misaki Doi          | 106      | 2              |
| Paesi Bassi   | Michaëlla Krajicek  | 107      | 3              |
| Giappone      | Erika Sema          | 120      | 4              |
| Thailandia    | Tamarine Tanasugarn | 121      | 5              |
| Taipei cinese | Chan Yung-jan       | 132      | 6              |
| Giappone      | Kurumi Nara         | 143      | 7              |
| Francia       | Caroline Garcia     | 150      | 8              |

- Rankings al 14 novembre 2011.

### Altre partecipanti
Giocatrici che hanno ricevuto una wild card:
- Kanae Hisami
- Ksenija Lykina
- Makoto Ninomiya
- Mari Tanaka

Giocatrici passate dalle qualificazioni:
- Chan Chin-wei
- Yuka Higuchi
- Nudnida Luangnam
- Ayumi Oka
- Shūko Aoyama (lucky lose)

## Campioni

### Singolare maschile
Tatsuma Itō ha battuto in finale  Sebastian Rieschick con il punteggio di 6–4, 6–2

### Singolare femminile
Tamarine Tanasugarn ha battuto in finale  Kimiko Date Krumm con il punteggio di 6–2, 7–5

### Doppio maschile
Hiroki Kondo /  Yi Chu-huan hanno battuto in finale  Gao Peng /  Gao Wan con il punteggio di 6–4, 6–1

### Doppio femminile
Makoto Ninomiya /  Riko Sawayanagi hanno battuto in finale  Caroline Garcia /  Michaëlla Krajicek, Walkover